# Syspasis albiguttata
Syspasis albiguttata är en stekelart som först beskrevs av Johann Ludwig Christian Gravenhorst 1820.  Syspasis albiguttata ingår i släktet Syspasis och familjen brokparasitsteklar. Inga underarter finns listade i Catalogue of Life.